# Río Valdeginate
El río Valdeginate es un río español que nace en el término municipal de Ledigos y discurre por Población de Arroyo, Arroyo, Villalcón, San Román de la Cuba, Cisneros, Mazuecos de Valdeginate, Frechilla, Autillo de Campos, Abarca de Campos, Castromocho, Baquerín de Campos, el extremo sur de los municipios de Becerril de Campos y Villaumbrales, y finalmente Grijota, antes de finalizar su recorrido en el río Carrión junto a la ciudad de Palencia.
Se trata de un río pequeño, de poco caudal, que sufre un fuerte estiaje en los meses veraniegos, siendo primavera y otoño los momentos en los cuales lleva agua de forma regular tras las lluvias equinocciales.
Aparece descrito en el decimoquinto volumen del Diccionario geográfico-estadístico-histórico de España y sus posesiones de Ultramar de Pascual Madoz de la siguiente manera:

VALDEGINATE: r. que nace en la prov. de Palencia, part. jud. de Carrion de los condes y térm. de Arroyo: entra en el part. de Frechilla, y lleva su curso por los térm. de Villalcon, San Roman, Cisneros, Mazuecos, Frechilla, Antilla, Abarca, Castromocho y Baquerin; desde este pueblo se dirige por Nava de Campos á desaguar en el Carrion á una leg. de Palencia: en su curso riega algunos terrenos y da impulso á varios molinos harineros.
(Madoz, 1849, p. 275)